# ノーマン (漫画)
『ノーマン』（NOMAN）は、手塚治虫による日本の漫画作品。『少年キング』（少年画報社）にて、1968年4月28日号より1968年12月22日号まで連載された。

## 概要
『白いパイロット』のようなチーム・ヒーロー物であり、手塚治虫版『サイボーグ009』とも言える作品。
講談社から出版された手塚治虫漫画全集『ノーマン』第3巻のあとがきでは本作の執筆動機を「少年漫画界全体がリアルで生ぐさいドラマ偏重に向かいつつあることへの反発だったかもしれない」と記している。

## あらすじ
タクの父は商社マンだったが、とある事情で命を狙われ、上司に外国への転勤を命じられる。一家で新しい仕事先として紹介された場所『北緯1度13分東経102度5分』に向かうと、そこにはすでに2人の男（フライトとブードル）がいた。彼らもそれぞれの理由でここに来るように言われたという。やがて5人は謎の男に連れられ、いつのまにか現代の地球から5億年前の月にワープさせられる。
ワープ先の月のモコ帝国の王子ノーマンは宇宙からの侵略者・爬虫人類ゲルダン人と戦うため、様々な星から超能力者を集めていたのだ。ノーマン・レインジャーの一員となったタク少年は個性豊かな仲間たちと共に歴史を変える戦いに挑む。

## 主な登場人物
中条タク（なかじょう タク）
- 出身地：地球・日本
- 特殊能力：念動力（テレキネシス）

主人公。月には一家で来たが、父は殺され、母は冷凍保存される。エスパーとしては成長段階であり、まだ思い通りには使えない。ノーマン王子に対しては当初偉そうな奴だと思って、ふとしたきっかけからふたりとも気を失って倒れるほど殴り合った結果、お互いを認め合い強固な友情で結ばれる。
ノーマン
- 出身地：月
- 特殊能力：瞬間移動（テレポーテーション）

モコ帝国の王子。今は王子だが、いずれは第372代の王になる予定。ベガーなど他の月人同様人工授精で生まれたため「親」という概念を理解できず、月を守ることを思うあまりタクに対して無神経な提案をして反感を買ってしまう。漫画が上手い（ルーピ談）。

### ノーマン・レインジャー（特殊訓練生）
ルーピをはじめ、一部の隊員は人間の姿に整形している。
ベガー少佐
- 出身地：月
- 特殊能力：再生能力。銃砲等の射撃により身体を破壊されてもごく短時間で完全な再生 (生物学)が可能。

特殊訓練所の所長。頑固一徹な軍人であり規律の順守を断固たるものとする厳しい性格で、軽い気持ちで勝手な行動をとる者を謀反人とみなして極刑に処することもあるが、それは統率を欠いた一人の部下のために部隊を全滅させられた過去の経験に起因している。一方でタクの母の冷凍カプセルの周りに花をあしらうなど、デリケートな一面もある。
ブッチ
- 出身地：ハウンドロ星
- 特殊能力：音速能力。音速で移動することができる。

ノーマン・レインジャーの隊長。祖先は犬族であるため嗅覚が鋭い。初期の単行本では誤植によりプッチとも表記される。
デービッド（ディブ）・フライト
- 出身地：地球・イギリス
- 特殊能力：透視能力、曲線射撃（銃身の曲がった特殊な銃を使う）。

イギリス人。月の存亡に対して特に愛着はなく、詳しい事情も説明されず召喚されたことに強い反感を持っており望郷の念が強く、降伏派のマヒネス大臣の手先となって働く。
ルイ・ブードル
- 出身地：地球・フランス
- 特殊能力：誘導能力。動物を呼び寄せることができる。

フランス人。元は船乗りで、能力はカモメと遊んでいるうちに自然に身に付いた。最後の戦いの前に死を覚悟し、母の形見のお守りのネックレスをタクに託す。ゲルダン人対策に「襲われる前に襲え」と語ったことが気に入られ献策を取り上げられており、ベガー少佐と馬が合うところがある。
ルーピ
- 出身地：スピカ
- 特殊能力：分身能力。一瞬で全身の細胞を分裂させ、複数の分身を作り出すことができる。

チームの紅一点。ショートカットの美少女。月へは留学生として来たが、ノーマン王子に憧れて訓練所入りしタクと知り合い、年が近いこともあり幾多の試練や訓練を経て相愛の仲となっていく。先祖が有袋類のため、長い尻尾とお腹にポケットがある。
ザロモン
- 出身地：フォルン星
- 特殊能力：破壊脳波。機械や爆弾などを破壊もしくは分解、機構を無力化できる。特殊訓練所に仕掛けられた爆弾やゴーストムーン要塞に侵入したゲルダン人の体内核爆弾を分解無力化するなど、大局を左右する危機をたびたび解消する。

水滴形のヘルメットを被ったような頭をしている。
ゴブラン
- 出身地：ミゼル星
- 特殊能力：怪力（20万馬力）

ロボットのような外見だがサイボーグであり、身体のほとんどは機械。
メルス
- 出身地：ブザール星
- 特殊能力：平面化能力。自身の身体を平たくすることができ、極わずかな隙間を利用し密閉された空間からセンサーなどに探知されることなく脱出することができる。

祖先は頭足類（イカやタコなど）。
ヨロメキス
- 出身地：月
- 特殊能力：圧縮収納能力。物資（食料や武器など）を大量に隠し持てる。寝だめ。

元は二人組のチンピラ。ミレヨ大尉の依頼でノーマン王子暗殺を企てるが、演習中のタクとルーピに見つかり失敗。その際に相棒は射殺、ヨロメキスも処刑されるはずだったが、気の毒に思ったタクとルーピに助け出され、それ以降は2人に心酔、アシスタントになり、後に特殊能力を見出されてノーマン・レインジャー隊員に昇格し武器弾薬の補給において活躍する。

### その他
スンスン僧正
別の星から月に来た予知能力者。テレポート能力も持つ。祖先はアメンボ。カルカン砦戦闘形態の設計者でもある。
マヒネス
月の大臣で、かつてのノーマンの教師。テレポート能力を持つ。月の文明が破壊されることを恐れ、ゲルダン人との対話を模索する降伏主義者であり、そのためにスンスン僧正とは犬猿の仲。
フム氏
黒覆面を被った謎の男。地球への帰還を条件にフライトを裏切らせ、スパイとして利用する。テレポートを使うことができる。
ミレヨ大尉
月の軍人。表向きは容姿端麗で優秀な将校であるが、その正体はゲルダン人のスパイ。ノーマンを暗殺すべく暗躍する。
タクのママ
タクの成長を優先するベガー少佐により、冷凍保存される。
タクのパパ
元商社マン。月に来てすぐに、カルカン砦でゲルダン人の兵器ギタラの毒によって殺される。
コローム星人
月との協力を受け入れるが、戦争を前にゲルダン人に全滅させられる。

### ゲルダン人
グズボ
ゲルダン星攻撃軍総司令官。一般のゲルダン人よりも大型の体躯を持つ特殊な個体。プロの軍人はおのれの意思とは無関係に上層部の命令に従うのみという信念のもとに行動する。
グスコ
雌のゲルダン人。ルーピに化けて訓練所に潜入、時限爆弾を仕掛ける。

## サブタイトル
1. 第1章『オープニング』
2. 第2章『霧のかなた』
3. 第3章『怪傑ベガー少佐』
4. 第4章『ミレヨ大尉を生かすな!』
5. 第5章『アローデの休日』
6. 第6章『プリズナー』
7. 第7章『ママを譲れ!』
8. 第8章『ゴースト・ムーン作戦』
9. 第9章『裏切り者』
10. 第10章『コントロール・タワー』
11. 第11章『接戦』
12. 第12章『カルカン砦の最後』
13. 第13章『終りなき歴史の終末』

## 用語
ゲルダン人
高い戦闘力を備えた爬虫類型の宇宙人。宇宙を股にかけて侵略行為を繰り返す極めて好戦的な種族で、5つの特殊能力を持つ。
- 変身能力
- 毒ガス能力
- 仮死ボール
- 分裂能力
- 念動力

ギタラの毒
ゲルダン人の使用する対人兵器。空気銃で射出される毒矢で生物の細胞を急速にナトリウム化合物に変質させる。命中すると即座に全身が侵食され、死亡は免れない。死体は塩のかたまりのような状態になる。
タイム・ビューア
ノーマン王子の使う、未来の映像を表示させることができる装置。
カルカン砦
タク達が最初に連れて来られた月の砦。他にも数カ所似たような砦がある。
ラメーン
ゲルダン人の興奮剤。カップのような容器にはいった軟らかい麺状の物質で、鼻腔から摂取する。

## パイロット版
虫プロダクションによって、テレビアニメ化を目指してこのパイロット版が制作されたが、予算やスタッフの人材、スケジュールの都合等の理由でお蔵入りになってしまった。1977年に創刊された『月刊OUT』増刊ランデヴー1978年5月25日号でフィルムストーリーが掲載され、1999年に発売された「手塚治虫絵コンテ大全2 W3」で『0マン』と共に絵コンテが掲載されている。
- 虫プロダクション 1968年7月 12分20秒 パートカラー

### キャスト
- 中条タク：市川治
- ノーマン王子:?
- ルーピ：武藤礼子
- ベガ大佐：小林修
- ブッチ隊長：小林修
- ミノス大尉：広川太一郎
- ヨロメキス：滝口順平

## 単行本
- サンコミックス『ノーマン』朝日ソノラマ 全3巻
- 手塚治虫漫画全集『ノーマン』講談社 全3巻
- 手塚治虫傑作選集『ノーマン』秋田書店 全2巻
- 秋田文庫『ノーマン』秋田書店 全2巻
- サンデーコミックス『ノーマン』秋田書店 全3巻
- 手塚治虫文庫全集『ノーマン』講談社 全2巻

## その他
- ランプやハムエッグ、ヒゲオヤジなど、お馴染みの面々もエキストラで出演している。